# Мюллер, Макс фон (юрист)
Макс фон Мюллер (нем. Max Ritter von Müller; 7 мая 1841, Кётцтинг — 14 апреля 1906, Мюнхен) — баварский юрист.
Изучал право в Мюнхене, затем вёл юридическую практику в Регенсбурге. В 1876—1887 гг. на административной работе в управлении внутренних дел округа Верхняя Бавария, затем в 1887—1894 гг. работал в Баварском административном суде. В 1891 г. под редакцией Мюллера было выпущено издание баварского Закона об административном суде от 1878 года (нем. Das bayerische Gesetz über den Verwaltungsgerichtshof: vom 8. August 1878). В 1894—1901 гг. возглавлял управление внутренних дел округа Верхняя Бавария, после чего вернулся в Баварский административный суд как главный прокурор. В 1905 г. был назначен председателем Баварского административного суда, одновременно занял место депутата в верхней палате — Палате государственных советников — в баварском Собрании сословных чинов.